# Michael Barne

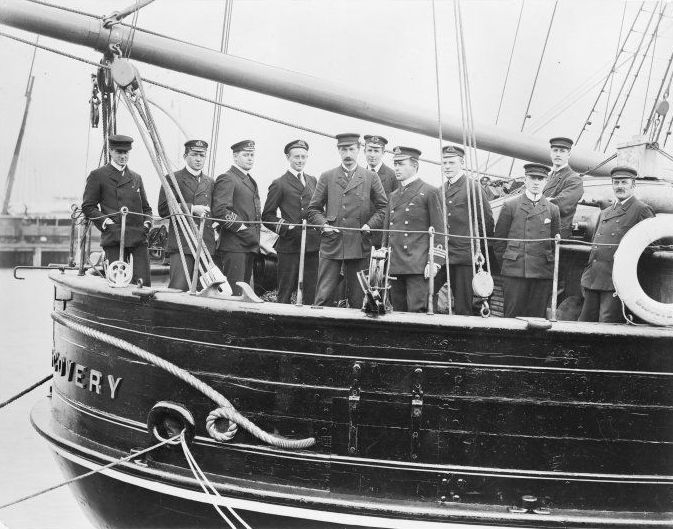
Michael Barne (Vierter von links) an Bord der Discovery (1901)

Michael Barne (* 15. Oktober 1877 in Sotterly, Suffolk; † 13. Mai 1961 in Colchester, Essex) war ein britischer Marineoffizier, der an der Discovery-Expedition (1901–1904) des britischen Polarforschers Robert Falcon Scott beteiligt war.

## Leben

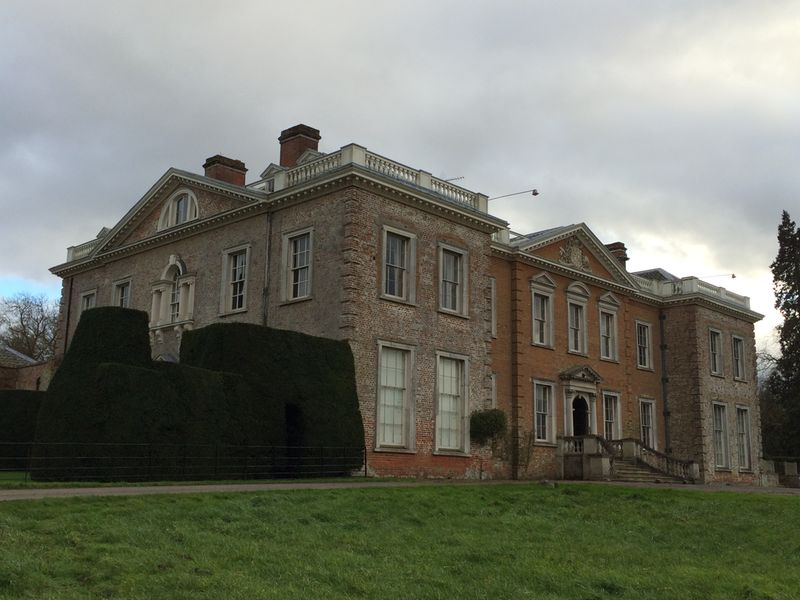
Sotterly Hall, Wohnsitz der Familie Barne

Barne war eines der fünf Kinder von Frederick St. John Newdegate Barne (1842–1898), Lieutenant-Colonel bei den Scots Guards, Justice of Peace sowie Abgeordneter des House of Commons, und dessen Frau Constance Adelaide Seymour (1853–1915) und wurde auf dem Anwesen Sotterly Hall geboren. 1891 trat er in die Royal Navy ein und wurde 1898 zum Sub-Lieutenant und 1900 zum Lieutenant befördert.
Barne hatte einen Winter auf der Wetterwarte des Ben Nevis gearbeitet, bevor ihm die Position des Assistenzmagnetologen bei der Discovery-Expedition offeriert wurde, einer Forschungsfahrt der Royal Society und der Royal Geographical Society zur allgemeinwissenschaftlichen und geographischen Erkundung der antarktischen Rossmeerregion. Barne führte neben seiner eigentlichen Bestimmung im Zielgebiet auch Tiefenlotungen durch und nahm an mehreren Schlittenexkursionen teil. Eine dieser Fahrten führte ihn gemeinsam mit George Mulock zu einer bis dahin unentdeckten Bucht, die später ihm zu Ehren als Barne Inlet benannt wurde. Darüber hinaus tragen heute in der Antarktis der Barne-Gletscher und das Kap Barne seinen Namen. Nach seiner Rückkehr befasste er sich mit Planungen einer eigenen Antarktisexpedition, bei der erstmals Motorschlitten zum Einsatz kommen sollten, doch diese setzte er nicht in die Realität um. 1908 schied er aus dem aktiven Marinedienst aus.
Am 12. April 1910 heiratete Barne in London Gwendoline Marjorie Gray (1890–1967); die Ehe blieb kinderlos. Während des Ersten Weltkriegs wurde er 1915 im Rang eines Commander reaktiviert, diente als Kommandant der Zerstörer HMS Porcupine und HMS Coquette. 1919 wurde er als Companion des Distinguished Service Order ausgezeichnet und 1922 im Ruhestand in den Rang eines Captain befördert. Darüber hinaus erhielt er für die Rettung eines Ertrinkenden die silberne Medaille der Royal Humane Society. Im Zweiten Weltkrieg diente er auf Patrouillenbooten zur U-Bootabwehr. Als Spätfolge seiner in der Antarktis erlittenen Erfrierungen musste ihm im Alter ein Bein amputiert werden. Barne starb 1961 im Alter von 83 Jahren als einer der letzten Überlebenden der Discovery-Expedition.